# Domingo en familia
Domingo en familia fue un programa de televisión paraguayo de variedades y entretenimiento creado por Dany Durand.

## Historia
Nace el programa en el mes de junio de 2003 fue emitido primero por Red Guaraní en ese entonces propiedad del creador y conductor del programa Dany Durand y Obedira con una buena programación dominical para toda la familia paraguaya.
El inicio fue a cargo de Dany Durand que estuvo desde sus inicios hasta su candidatura a diputado de Asunción por el Partido Colorado y como coanimador Javier Acuña, El formato del programa es concursos de baile y canto de cada ciudad y barrio de la ciudad de Asunción, artistas invitados, entrevistas y sorteos del extinto Grupo Mocipar (que tiene ese segmento durante el programa).
La segunda temporada se trasladó a Telefuturo en 2004, ya que Red Guaraní fue vendida en su totalidad a Obedira.
En 2005, el programa se traslada al SNT Cerro Corá. ese mismo año Javier Acuña abandona el programa y fue reemplazado por el músico Rubén Darío Fumilla.
En 2006 hasta 2017 se realizaron el festival del Día del Niño en cada mes de agosto organizada por la Fundación Jerovia (quien Dany Durand era el dueño de la fundación), también en 2008 a 2010 realizó desfiles del día de la primavera en el festival del día de la juventud cada mes de septiembre.
En 2009 se realizó Domingo en tu ciudad realizando giras del programa en cada ciudad de Paraguay. En 2010 se volvió a realizar pero en los barrios de Asunción llamando Domingo en tu barrio.
En 2010 Dany Durand deja Domingo en Familia temporalmente debido a su candidatura a intendente de Asunción en las internas coloradas municipales de ese año, siendo reemplazado por Rubén Darío Fumilla, pero luego de su derrota en las internas volvió al programa.
En diciembre del año 2010 se deja de transmitir por el SNT y regresa a Telefuturo el 10 de abril de 2011 hasta marzo de 2015 fue transmitido por ese canal pero en diciembre de 2014 Dany Durand se retira del programa para comenzar su trabajo de diputado de la ciudad de Asunción y senador por el Partido Colorado ya fue reemplazado por el cantante y animador argento-paraguayo Carlos Allou que pasa ser el conductor y animador del programa y al mismo tiempo Rubén Darío Fumilla deja el programa oficialmente.
En abril de 2015, el programa se trasladó a canal 11 La Tele y mejoró un nuevo proyecto al programa cambiando su horario de 10 horas a 12 a 14 horas durando 2 horas.
En ese año se estrenó el segmento Animate a Viajar que fue el primer éxito que tuvo el programa y Miss Chiquitita que fue el segmento infantil.
Sin embargo, en 2016 se estrenó otro segmento fue Quiero Mis 15 que tuvo el mejor segmento del programa a lo largo de 13 años.
Meses más tarde tuvo otro segmento del programa Academia de Misses que tuvo también otro éxito para el programa.
En el 2017 se estrenó nuevamente el segmento Animate a Viajar quien el premio fue un viaje a Río de Janeiro, Brasil.
Desde 2018 hasta 2019 se transmite a las 11:00 horas.
A partir del 28 de enero de 2018 Carlos Allou pasa a coconducir junto a Norita Rodríguez luego de años anteriores sin tener coanimadores.
A mediados de 2019 se deja de emitir los segmentos del Grupo Mocipar debido a denuncias de estafas y fraude.
En noviembre de 2019 se deja de emitir luego de 16 años ya que Carlos Allou emigra a Lobo TV y más tarde en América TV Paraguay con nuevos proyectos.
Se cree que el programa aun está hiatus por motivos de la pandemia de COVID-19.

## Segmentos del programa

### El sorteo del Grupo Mocipar
Cada domingo se sortea automóviles, motocicletas y electrodomésticos. Al principio tenía el sorteo de La caja millonaria en cual mete en una caja llena de dinero de guaraníes y también tuvo un sorteo llamado El camionazo de las compras en cual sortea con cada cupones y al final gana y se los trae en su vivienda con muchos electrodomésticos.

### Mucho por conocer
Es un bloque dedicado a los reportajes y lugares turísticos del Paraguay.

## Programas relacionados
- Tereré Jere (2016-presente) Telefuturo
- Entre Amigos (2007-presente) Red Guaraní/Red Paraguaya de Comunicación
- Un Sábado Diferente (2017-presente) Sur Televisora Itapúa
- Atake (programa de televisión)|Atake]] (1997-2019) SNT/Paravisión
- El gran show de Latele (2016-presente) La Tele